# Tetragnatha atristernis
Tetragnatha atristernis är en spindelart som beskrevs av Embrik Strand 1913. Tetragnatha atristernis ingår i släktet sträckkäkspindlar, och familjen käkspindlar. Inga underarter finns listade i Catalogue of Life.